# Flecha litoral

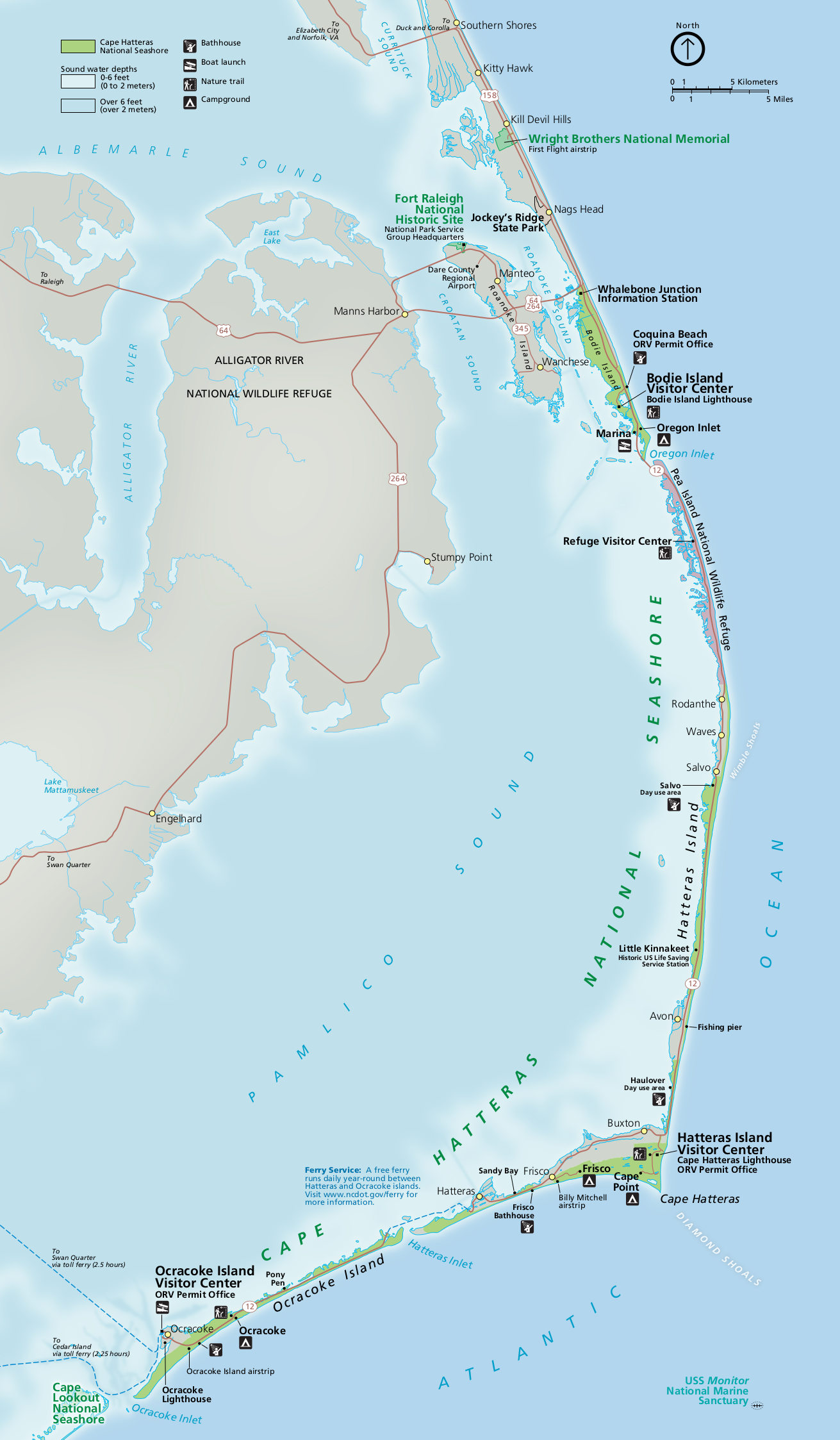
Mapa del Cabo Hatteras en la costa este de los Estados Unidos entre Carolina del Norte y del Sur, donde las corrientes y las mareas han contribuido a la formación de largos bancos arenosos o flechas litorales que se convirtieron en el pasado en enormes cementerios de naves durante la época de la navegación a vela y posteriormente

Se llama flecha litoral, flecha de arena o  barra litoral a la forma longitudinal de depósito de sedimentos, generalmente arena, en costas rectilíneas con presencia de una bahía donde la costa cambia bruscamente de dirección, como por ejemplo en estuarios y desembocadura de los ríos. La disposición normal de las flechas es paralela a la costa, y frecuentemente se curvan mostrando la parte convexa en dirección al mar. Las flechas pueden aislar lagunas en un antiguo golfo, formando cordones litorales, como ocurre en el mar Menor de Murcia o en la Albufera de Valencia. Se produce por la sedimentación marina. Una flecha litoral puede conectar una isla con la costa y formar un tómbolo, como por ejemplo el Peñón de Ifach o el de Peñíscola.
El origen de las flechas litorales se encuentra en la dirección de las corrientes marinas y, en menor grado por las fluctuaciones de las mareas. Si, por ejemplo, la dirección de las aguas marinas va de norte a sur, la flecha litoral también crecerá de norte a sur. Este hecho se conoce desde muy antiguo y ha servido para construir los puertos en las costas con la misma dirección de los diques y escolleras que protegen sus aguas de las mareas y, sobre todo, de las corrientes marinas.
- Datos: Q1269346